# Santa Rosa de Tilarán
Santa Rosa es un distrito del cantón de Tilarán, en la provincia de Guanacaste, de Costa Rica.

## Geografía
Santa Rosa cuenta con un área de 71,06 km² y una altitud media de 432 m s. n. m.

## Demografía
Para el año 2022, Santa Rosa cuenta con una población estimada de 2369 habitantes, y para el último censo efectuado, en 2011, Santa Rosa contaba con una población de 1945 habitantes.

## Localidades
- Cabecera: Ángeles
- Poblados: Aguilares, Campos Azules, Montes de Oro (parte), Naranjos Agrios, Palma, Quebrada Azul, Ranchitos, Santa Rosa.

## Transporte

### Carreteras
Al distrito lo atraviesan las siguientes rutas nacionales de carretera:
- Ruta nacional 142
- Ruta nacional 927